# El grano de mostaza
El grano de mostaza es una película española de 1962, del género comedia, dirigida por José Luis Sáenz de Heredia, quien también es el guionista.  
Está protagonizada por Manolo Gómez Bur, Rafael Alonso, José Bódalo, Gracita Morales y Amparo Soler Leal. 

## Sinopsis
Durante una partida de dominó, Evelio Galindo (Manolo Gómez Bur) mantiene con un compañero de juego una agria discusión que puede desembocar en tragedia, ya que reta a muerte a su adversario para el día siguiente. Cuando se da cuenta del error cometido, intenta evitar el enfrentamiento por todos los medios posibles. 

## Reparto
- Manolo Gómez Bur - Evelio Galindo
- Rafael Alonso - Leoncio Toledano
- Amparo Soler Leal - Matilde, esposa de Leoncio
- Gracita Morales - Esposa de Evelio
- José Bódalo - Horcajo
- Eulália del Pino - Dolores
- Antonio Garisa - Camarero venta flamenca
- Gustavo Re - Mr. Quino
- Paco Morán - El Repollo
- Adrián Ortega - Fernández
- José María Tasso - Barman venta flamenca
- Rafael López Somoza - Dueño venta flamenca
- Valentín Tornos - Hombre en Venta flamenca
- Rafael Hernández - Trabajador de gasolinera
- Agustín González - Cliente de cabina escandalizado
- Rafaela Aparicio - Empleada del Café
- Encarna Paso - Telefonista
- Goyo Lebrero - Vigilante del aparcamiento
- Beni Deus - Camionero
- José Luis Sáenz de Heredia - Presentador de la historia como él mismo
- Pilar Laguna

## Localizaciones
Esta película está rodada íntegramente en la Comunidad de Madrid.

## Comentario
- El propio director de la película hace de presentador de la historia desde un plató de cine, al estilo de Alfred Hitchcock y sus famosas introducciones, donde explica el significado del título y da paso al personaje protagonista de Evelio (M.Gómez Bur).
- La referencias a la Guerra Fría, de actualidad en ese momento, están muy presentes en la película desde los títulos de créditos, algunas frases de diálogo, la trama de espionaje de la "misión", la referencia al incidente del zapato de Kruchev en la Asamblea General de las Naciones Unidas, y el propio plano final.[2]

## Premios y nominaciones
Medallas del Círculo de Escritores Cinematográficos
| Año  | Categoría                | Nominación                 | Resultado |
| ---- | ------------------------ | -------------------------- | --------- |
| 1962 | Mejor argumento original | José Luis Sáenz de Heredia | Ganador   |